# Baucau (Gemeinde)
| Munisípiu Baukau (tetum) Município de Baucau (port.) |                            |                            |
| Wappen der Gemeinde Baucau                           | Flagge der Gemeinde Baucau | Flagge der Gemeinde Baucau |
| Strand von Osolata, nahe Baucau                      |                            |                            |
| Daten                                                |                            |                            |
| Hauptstadt                                           | Baucau                     | Baucau                     |
| Fläche                                               | 1.504,17 km²               | 1.504,17 km²               |
| Einwohnerzahl (2022)                                 | 134.878                    | 134.878                    |
| Zahl der Haushalte (2022)                            | 24.852                     | 24.852                     |
| ISO 3166-2:                                          | TL-BA                      | TL-BA                      |
| Verwaltungsämter                                     | Einwohner                  | Fläche                     |
| Baguia                                               | 11.718                     | 212,18 km²                 |
| Baucau                                               | 54.964                     | 3699,62 km²                |
| Laga                                                 | 19.781                     | 194,07 km²                 |
| Matebian                                             | 4.921                      | 47,73 km²                  |
| Quelicai                                             | 7.812                      | 98,20 km²                  |
| Quelicai Antigo                                      | 5.711                      | 6,23 km²                   |
| Vemasse                                              | 11.206                     | 358,47 km²                 |
| Venilale                                             | 18.765                     | 155,70 km²                 |
| Karten                                               |                            |                            |
| Übersichtskarte Baucau.                              |                            |                            |
| Verwaltungsgliederung von Baucau                     |                            |                            |

Baucau (tetum Baukau) ist eine Gemeinde von Osttimor an der Nordküste des Landes. Hauptstadt ist die gleichnamige Stadt Baucau.

## Name
Der Name „Baucau“ leitet sich aus dem Wort „Akau“ in der lokalen Sprache Waimaha ab, was „Schwein“ bedeutet. Später wandelte der Name sich in „Macau“ und schließlich unter den Portugiesen in „Baucau“. Ein alternativer Name für die Gemeinde ist „Wailia-Wailewa“, was die „große Wasserquelle von Wai Lia“ bedeutet. Im Gebiet von Wai Lia (Suco Bahu) befindet sich eine große Quelle unterhalb großer Bäume. Sie ist ein sowohl animistischer, als auch christlicher heiliger Ort.

## Geographie

### Lage und Gliederung

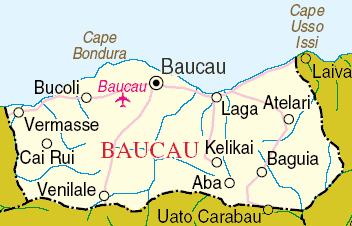
Grenzen von Baucau bis 2003

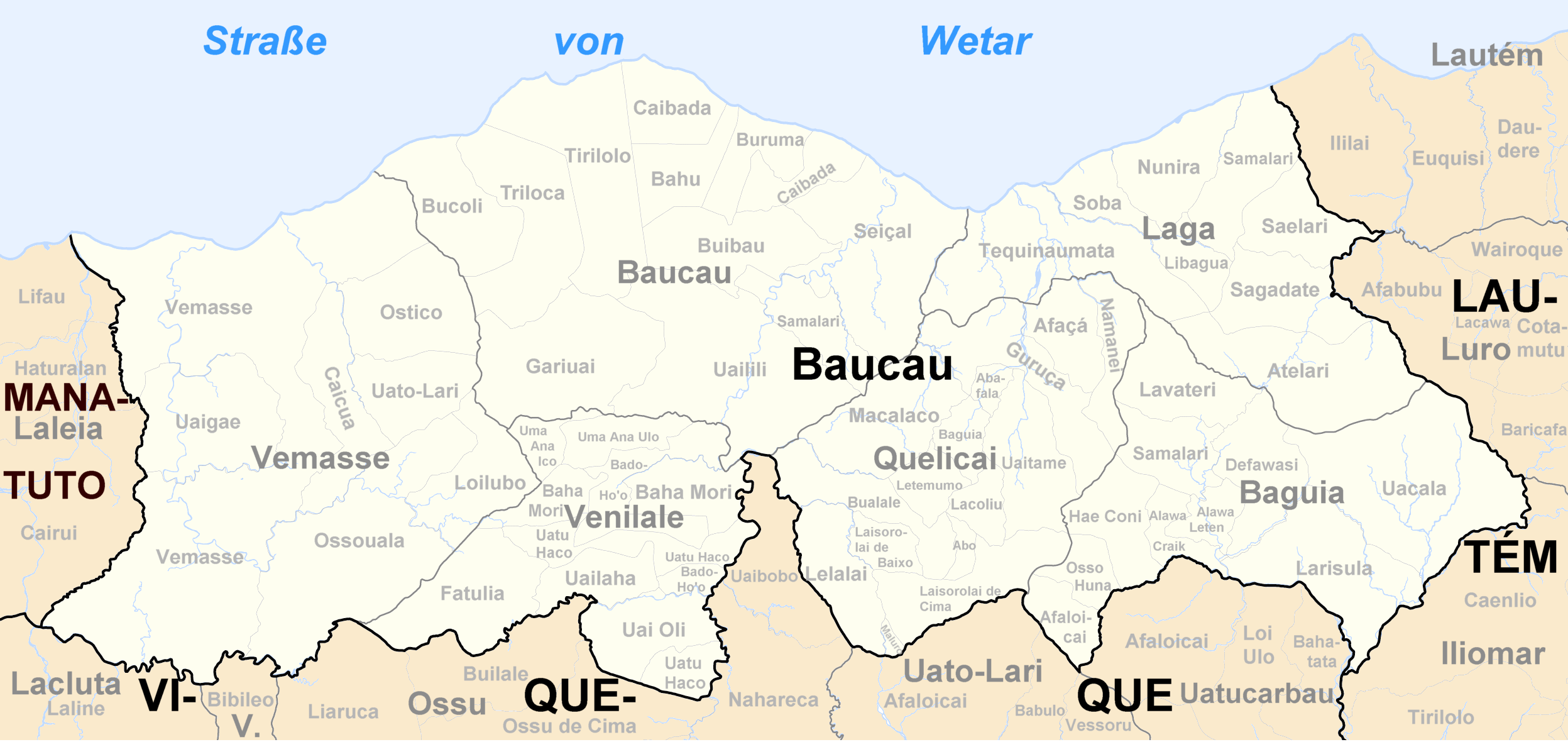
Grenzen Baucaus von 2003 bis 2015

Die Gemeinde Baucau liegt im Nordosten des Landes an der Straße von Wetar, gegenüber der Insel Wetar. Im Westen grenzt er an die Gemeinde Manatuto, im Süden an die Gemeinde Viqueque und im Osten an die Gemeinde Lautém. Baucau unterteilt sich in die Verwaltungsämter Baguia, Baucau, Laga, Quelicai, Vemasse und Venilale (ehemals Vila Viçosa). Am 1. Januar 2024 wurden von Quelicai die neuen Verwaltungsämter Quelicai Antigo (Alt-Quelicai) und Matebian abgetrennt.
Der größte Teil der Gemeinde liegt auf einer Meereshöhe zwischen 100 und 500 m. Nur direkt an der Küste fällt das Land schnell auf Meereshöhe. Zwischen den größeren Flüssen hebt sich das Land über 500 m zu den Massiven des Monte Mundo Perdido (Gemeinde Viqueque) im mittleren Westen und des Matebian im Südosten, der mit 2376 m der dritthöchste Berg Osttimors ist. Im Westen der Gemeinde münden die Flüsse Laleia und Manuleiden in die Straße von Wetar. Östlich des Ortes Baucau sind es die Flüsse Seiçal, Borauai, Lequinamo, Binagua und weitere kleine Flüsse. Nur der Seiçal führt ganzjährig Wasser, da er aus Viqueque im Süden gespeist wird. Baucau hat auch eine breite Küstenlinie mit Sandstränden, die sich zum Schwimmen und für anderen Wassersport eignen. Im Verwaltungsamt Baucau finden sich mehrere Kalksteinhöhlen. Die Baninau-Doline hat einen Durchmesser von fast einen Kilometer.
Baucau hat eine Fläche von 1504,17 km². Seit der Unabhängigkeit Osttimors 2002 gab es mehrmals Änderungen im Grenzverlauf, vor allem zu Viqueque. Bereits 2003 wurde die Grenze zu Viqueque deutlich verändert.

### Entfernungen
| Entfernungen [km] | Entfernungen [km] | Entfernungen [km] | Entfernungen [km] | Entfernungen [km] | Entfernungen [km] | Entfernungen [km] |
| Ort               | Baguia            | Baucau            | Laga              | Quelicai          | Vemasse           | Venilale          |
| ----------------- | ----------------- | ----------------- | ----------------- | ----------------- | ----------------- | ----------------- |
| Baguia            |                   | 65,6              | 45,6              | 68,2              | 100,6             | 95,6              |
| Baucau            | 65,6              |                   | 20                | 36,6              | 35                | 30                |
| Laga              | 45,6              | 20                |                   | 22,6              | 55                | 50                |
| Quelicai          | 68,2              | 36,6              | 22,6              |                   | 71,6              | 66,6              |
| Vemasse           | 100,6             | 35                | 55                | 71,6              |                   | 65                |
| Venilale          | 95,6              | 30                | 50                | 66,6              | 65                |                   |

Die Stadt Baucau liegt von der Landeshauptstadt Dili 130 Kilometer entfernt.

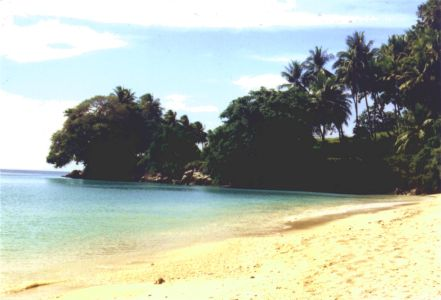
Strand der Stadt Baucau
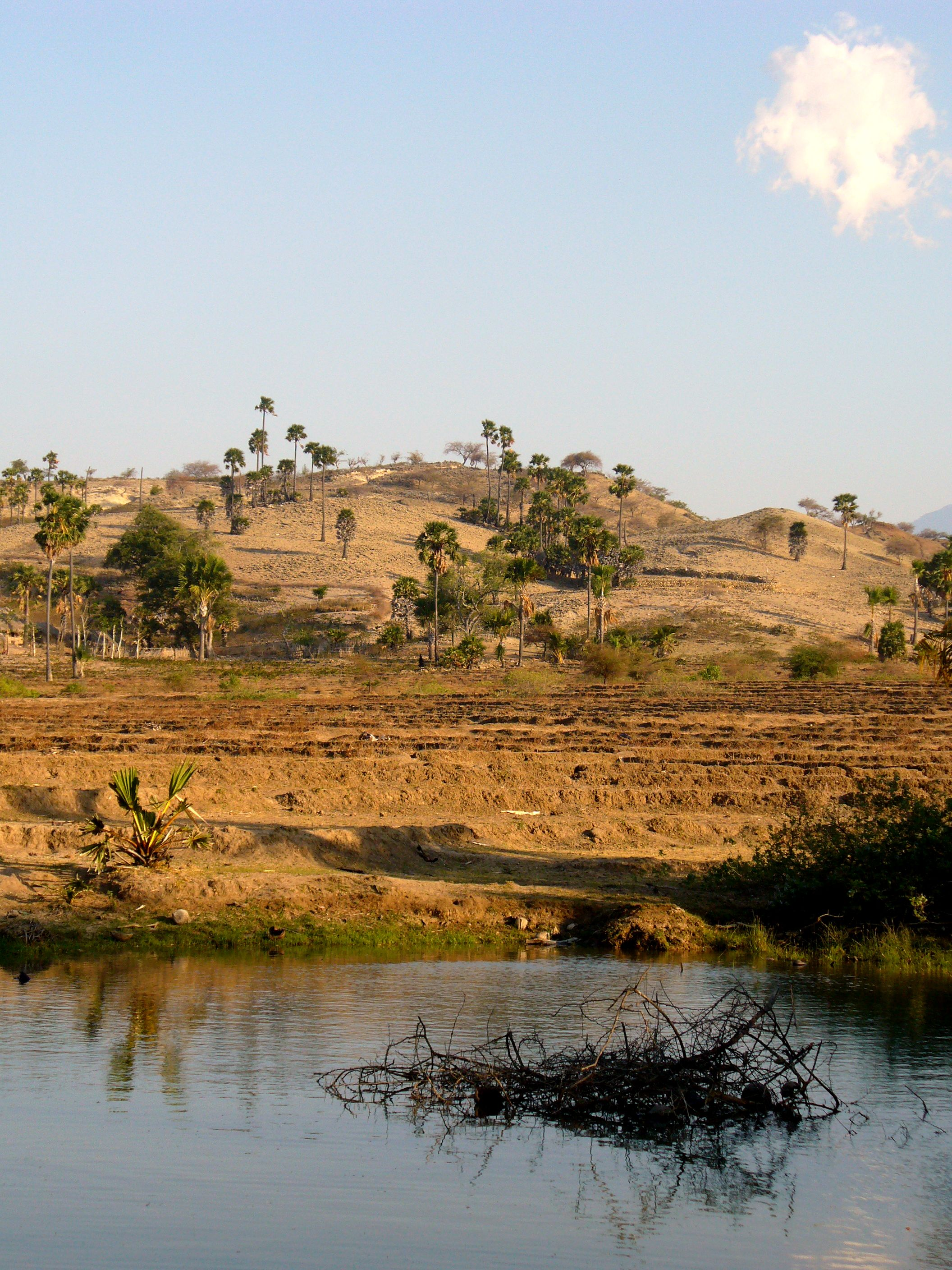
Osolata
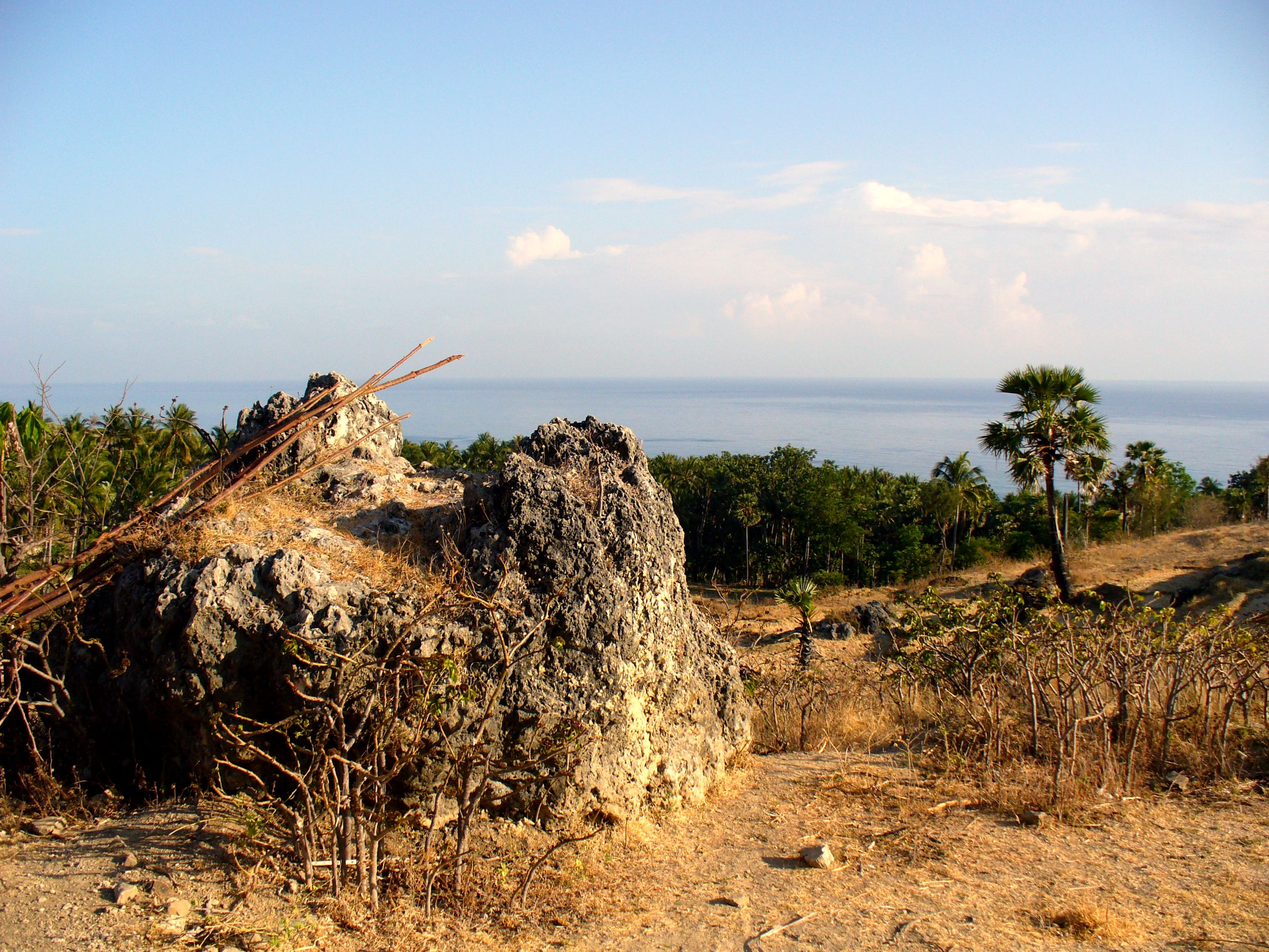
Blick auf die Küste bei der Stadt Baucau
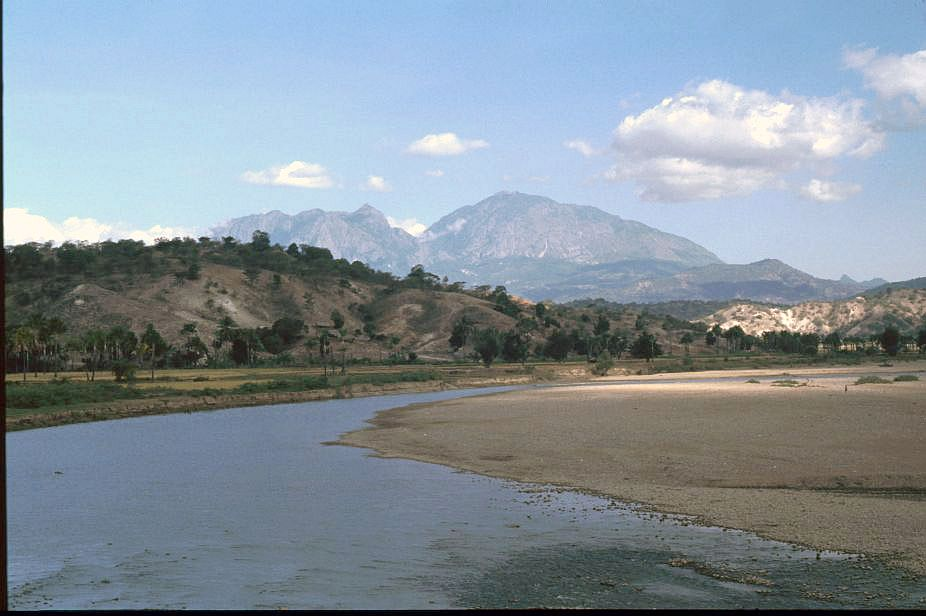
Der Fluss Seiçal
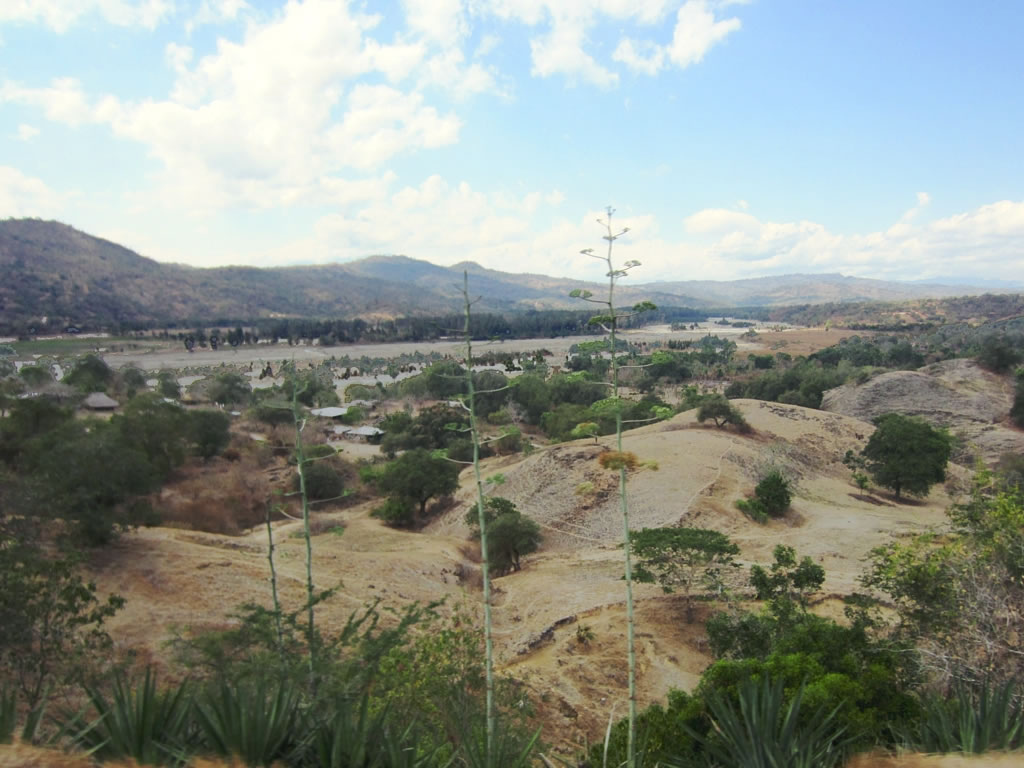
Vemasse
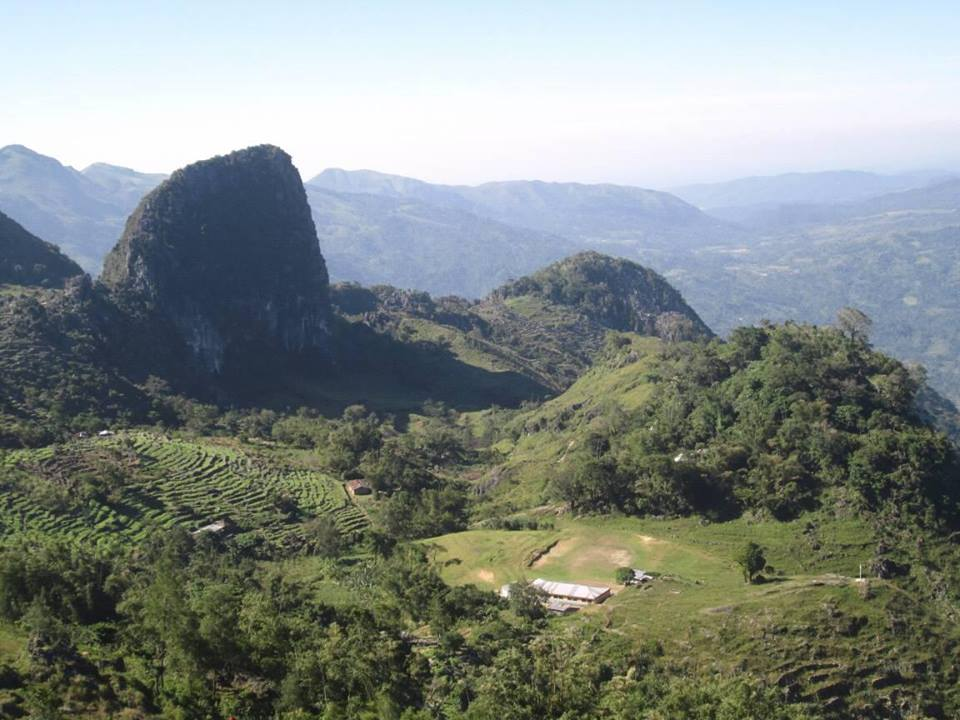
In der Nähe des Matebians, Baguia
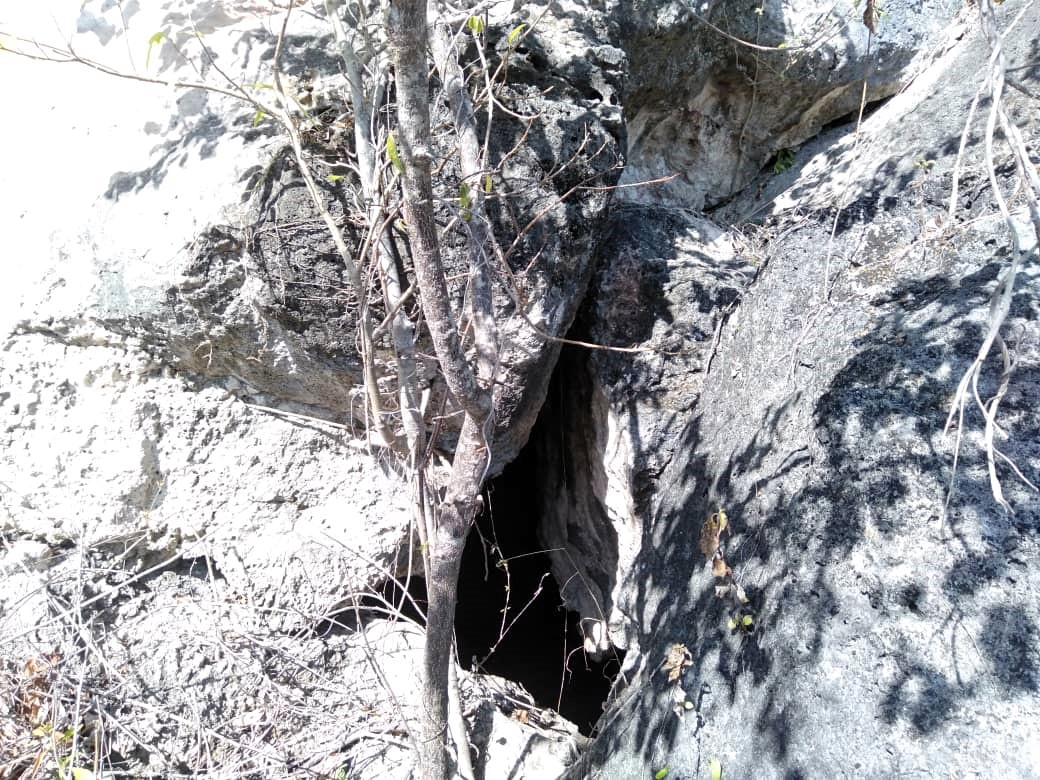
Höhle in Lamegua, Suco Bahu

### Klima

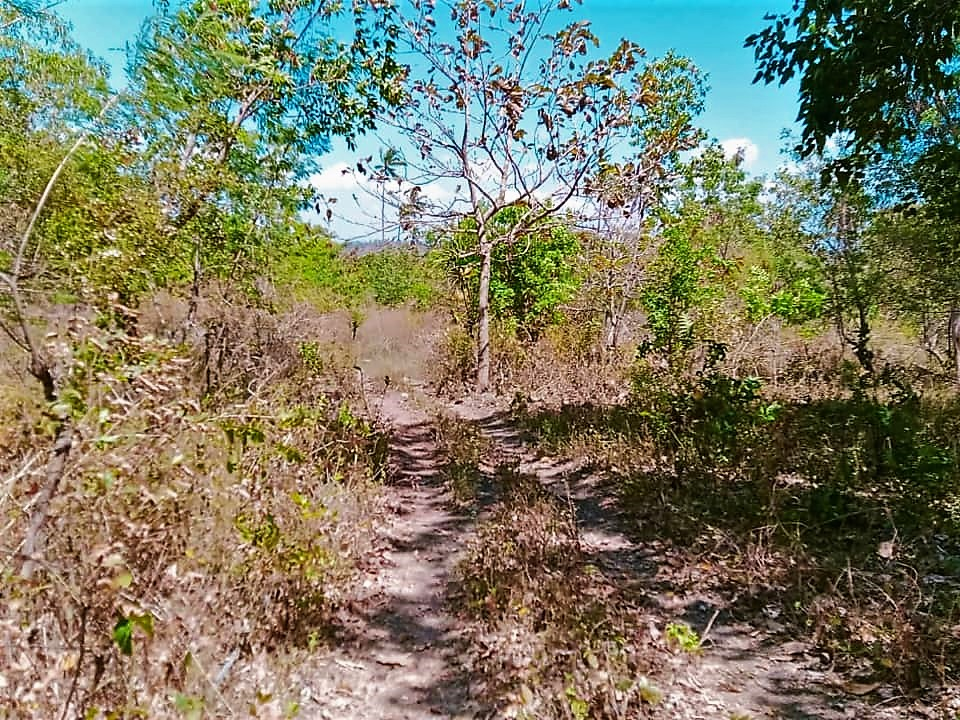
Trockenzeit in Ossouala (Okt. 2020)

Von November bis Januar regnet es fast täglich, zwischen Mai und Juli etwa zweimal die Woche. Von August bis Oktober bleiben Niederschläge ganz aus. In der Regenzeit drohen Überschwemmungen und Erdrutsche, die immer wieder die Infrastruktur zerstören, so dass die Verbindung zwischen den Orten unterbrochen wird. In den niederen Regionen Baucaus kann die Temperatur bis zu 32 °C erreichen.

Klimadiagramme
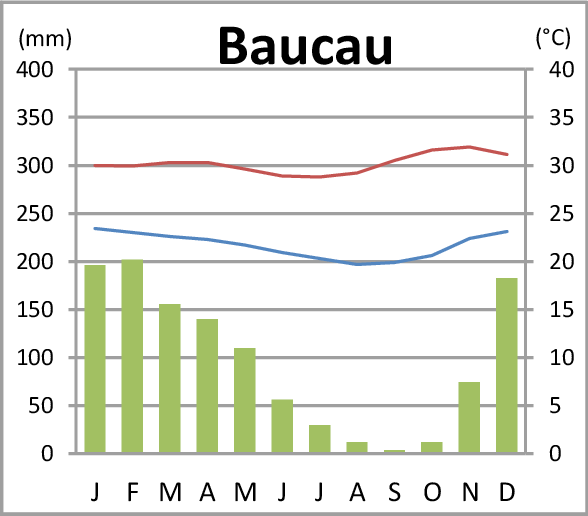
Baucau
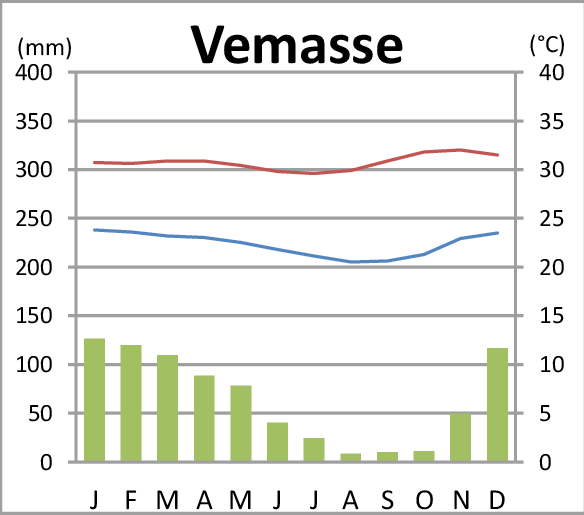
Vemasse
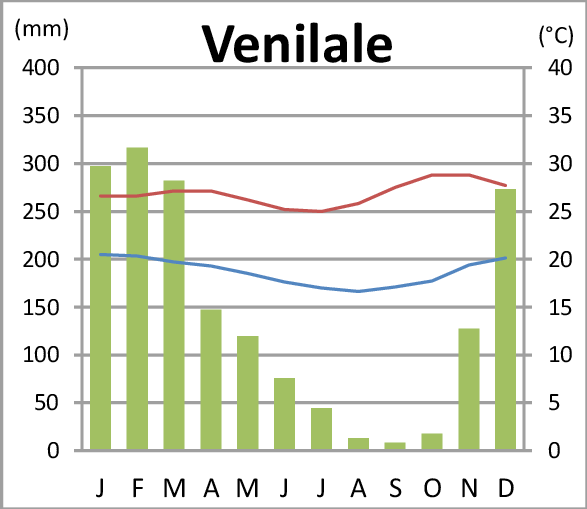
Venilale

## Einwohner

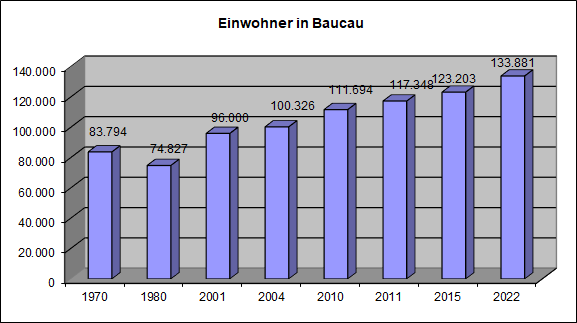
Entwicklung der Einwohnerzahl in Baucau

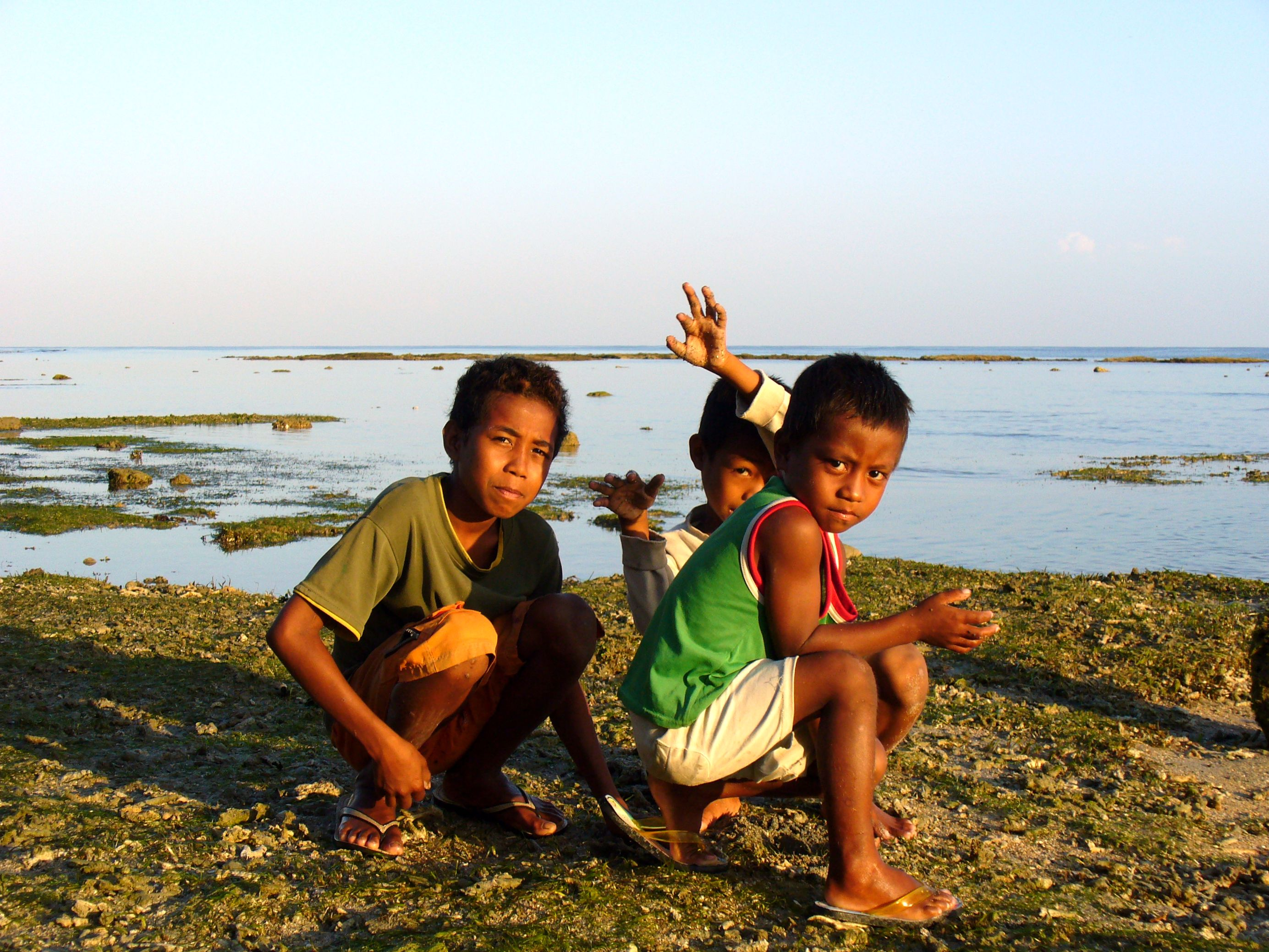
Kinder am Strand von Osolata

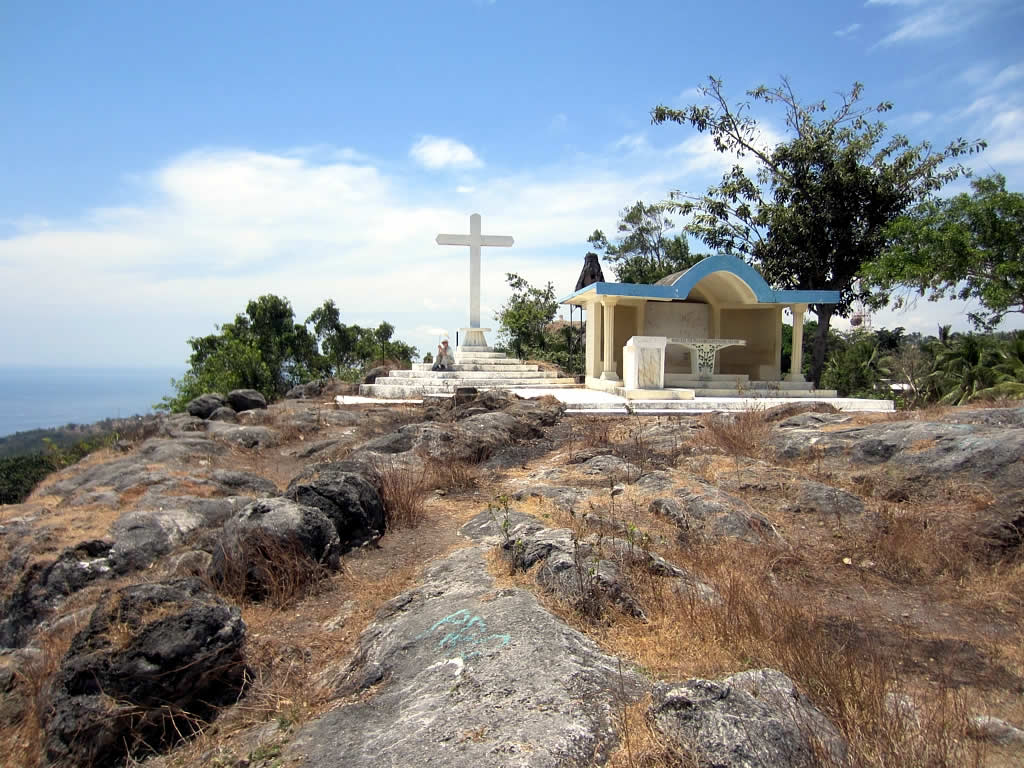
Christliches Kreuz auf einem Gipfel

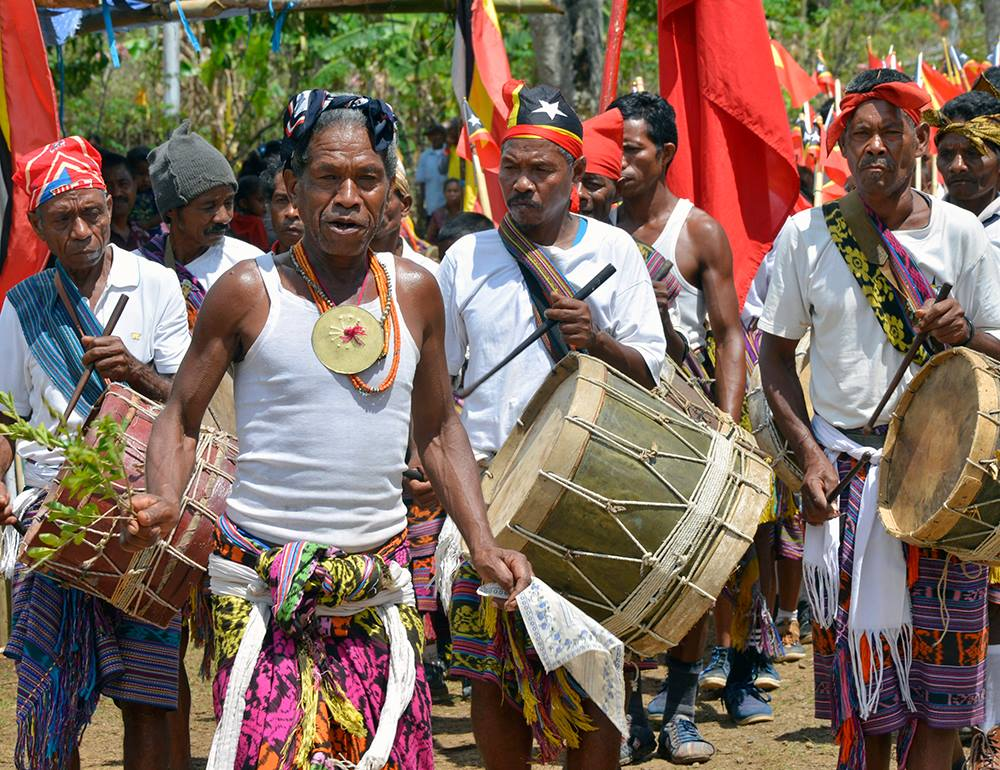
In Uailaha

In der Gemeinde Baucau leben 134.878 Menschen (2022, 2011: 117.348). Von den Einwohnern sind 68.117 Männer und 66.761 Frauen. Auf 102 Männern kommen 100 Frauen Zwischen 2015 und 2022 lag das jährliche Bevölkerungswachstum bei 1,3 %. Der Landesdurchschnitt liegt bei 1,8 %. Zwischen 1990 und 2004 wuchs die Zahl der Einwohner Baucaus jährlich um 1,07 %. Allerdings wandern viele Einwohner in andere Landesteile aus, vor allem in die Landeshauptstadt Dili. Über 12.000 der Einwohner Dilis von 2004 wurden in Baucau geboren. Daher war in den ersten Jahren der Unabhängigkeit Osttimors die Einwohnerzahl Baucaus zeitweise sogar rückläufig.
Der Altersdurchschnitt liegt bei 18,5 Jahren. Im Verwaltungsamt Baucau hatte 2004 eine Frau durchschnittlich 6,62 Kinder, in Venilale 7,38, in Vemasse 7,61, in Quelicai 7,73, in Laga 8,05 und in Baguia 8,70 (Landesdurchschnitt 6,99). Zwischen 1990 und 2004 wuchs die Zahl der Einwohner jährlich um 1,07 %. Die Kindersterblichkeit lag 2002 im Verwaltungsamt Baucau bei 89 Todesfällen pro 1000 Lebendgeburten (1996: 111), in Quelicai bei 108 (141), in Venilale bei 114 (135), in Baguia bei 122 (167), in Laga 136 (155) und in Vemasse bei 147 (139). Der Landesdurchschnitt betrug 98. Vemasse ist damit eines von 14 Verwaltungsämtern, in denen sie, entgegen dem Landestrend, anstieg. Vemasse gehört mit Laga zusammen zu den acht Verwaltungsämtern mit der höchsten Kindersterblichkeit des Landes.
Im Osten und Zentrum Baucaus ist Makasae die am häufigsten gesprochene Sprache. 60,3 % der Bevölkerung Baucaus nannten es in der Volkszählung 2015 als ihre Muttersprache. Im Westen Baucaus sprechen die meisten Einwohner Waimaha (16,7 %). Im Verwaltungsamt Venilale spricht die Bevölkerungsmehrheit Midiki (7,0 %). 13,2 % in der Gemeinde sprechen Tetum als Muttersprache. Außerdem sprechen kleinere Gruppen Naueti (1,2 %), Galoli (0,5 %) und Kairui (0,4 %). Berücksichtigt man auch die Zweitsprachen, so sprachen 2015 85,7 % Tetum, 43,7 % Bahasa Indonesia, 40,9 % Portugiesisch und 20,6 % Englisch.
2004 waren 98,3 % der Einwohner Katholiken, 0,6 % Protestanten, 0,3 % Anhänger der traditionellen, animistischen Religion Timors und 0,2 % Muslime. 2015 wurden in der Volkszählung 98,3 % Katholiken, 1,4 % Protestanten, 0,2 % Muslime und nur noch 36 Animisten registriert. In der Stadt Baucau gibt es eine Moschee und zudem in der Gemeinde einige protestantische Kirchen. Die wenigen chinesischen Familien verfügen zumeist über einen eigenen Hausaltar.
Die meisten Schulen in der Gemeinde werden von der katholischen Kirche betrieben. Von den Einwohnern, die drei Jahre oder älter sind, besuchten 2015 39,7 % eine Schule. 27,7 % hatten die Schule verlassen. Nie eine Schule besucht haben 31,4 %, was 2,5 % über dem Landesdurchschnitt liegt. 6,2 % der Einwohner Baucaus haben nur die Vorschule besucht, knapp ein Drittel nur die Grundschule. Weiterführende Schulen haben ein Viertel der Einwohner abgeschlossen. Ein Diplom oder abgeschlossenes Studium können nur 4,9 % vorweisen; auch hier sind die Zahlen schlechter als im Landesdurchschnitt. Die Analphabetenrate betrug 2015 14,2 % (Frauen: 14,1 %; Männer: 14,3 %). 2004 lag sie noch bei 52,9 %.
| Schulbildung | Schulbildung  | Schulbildung   | Schulbildung        |           | Schulabschluss | Schulabschluss | Schulabschluss | Schulabschluss          | Schulabschluss | Schulabschluss | Schulabschluss |
| ------------ | ------------- | -------------- | ------------------- | --------- | -------------- | -------------- | -------------- | ----------------------- | -------------- | -------------- | -------------- |
|              | in der Schule | Schule beendet | nie in einer Schule | Vorschule | Grundschule    | Prä- Sekundär  | Sekundär       | Diplom/Fach- hochschule | Universität    | Kein Abschluss |                |
| Frauen       | 38,4 %        | 26,3 %         | 34,2 %              | 5,9 %     | 27,1 %         | 12,3 %         | 14,0 %         | 0,8 %                   | 3,4 %          | 0,7 %          |                |
| Männer       | 41,1 %        | 29,2 %         | 28,7 %              | 6,5 %     | 31,9 %         | 11,6 %         | 13,6 %         | 1,0 %                   | 4,6 %          | 0,5 %          |                |
| gesamt       | 39,7 %        | 27,7 %         | 31,4 %              | 6,2 %     | 29,5 %         | 12,0 %         | 13,8 %         | 0,9 %                   | 4,0 %          | 0,6 %          |                |

## Geschichte

### Früh- und Kolonialzeit

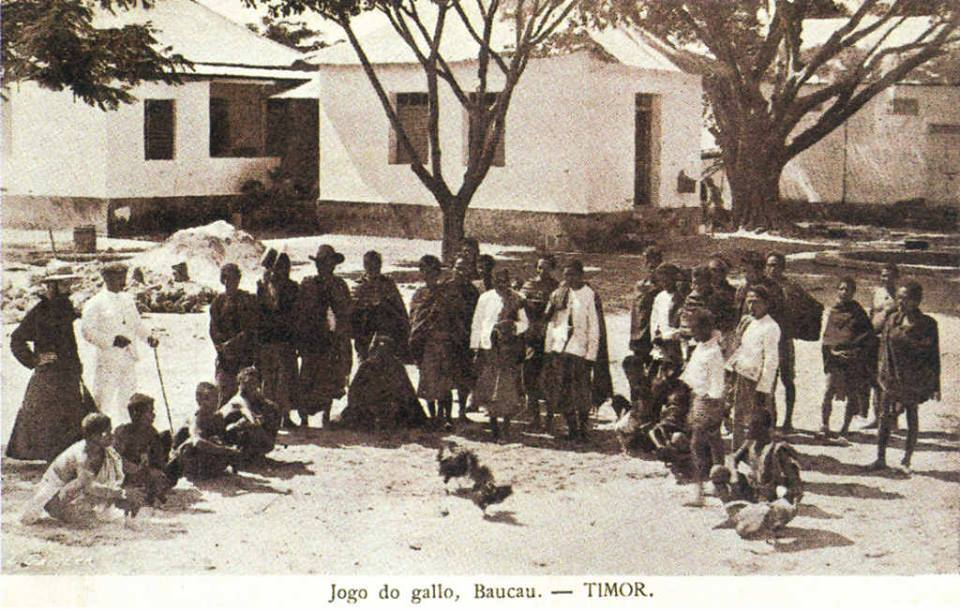
Hahnenkampf in Baucau (1910)

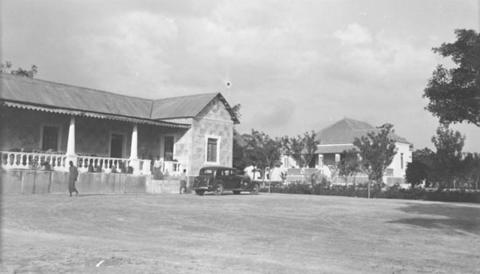
Gebäude in Venilale (zw. 1936 und 1940)

Mehrere Tausend Jahre alte Felsmalereien fanden sich in Uai Bobo (Verwaltungsamt Venilale), Lie Siri, Lie Kere, Lie Kere 2 und Lie Baai (auf dem Hochplateau vom Verwaltungsamt Baucau) und in der Region von Baguia. Nahe der Stadt Baucau fand man ein Tüllenbeil der Dong-Son-Kultur (etwa 800 v. Chr. bis 200 n. Chr.) aus dem Gebiet des heutigen Vietnams.

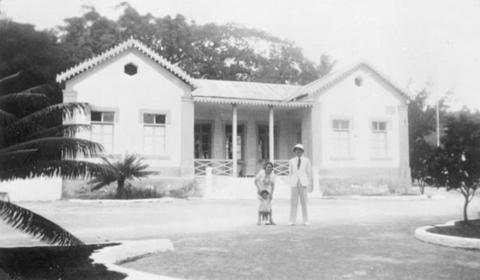
Residenz des Gouverneurs in Baucau (zw. 1936 und 1940)

Ein Großteil der Gemeinde Baucau war früher Teil des Königreichs von Vemasse oder stand unter dessen Einfluss. 1859 führte Dom Domingos de Freitas Soares eine kleinere Revolte gegen die Portugiesen, die aber schnell niedergeschlagen wurde. Dom Domingos wurde noch im selben Jahr ins Exil nach Lissabon geschickt. Im Frühjahr 1861 unterstützte Vemasse die Kolonialmacht mit Kämpfern gegen den Aufstand in Laclo. 1862 wurde Dom Domingos wieder Herrscher von Vemasse. Er rebellierte im August 1867 erneut gegen die Portugiesen und belagerte Lalcia. Gouverneur Texeira da Silva beendete die Belagerung und schlug den Aufstand mit Hilfe verbündeter Liurais nieder. Dom Domingos wurde durch seinen Stellvertreter, dem Dato-hei (Fürst)  ersetzt, der einen Bündnisschwur ablegte und friedliche Beziehungen zu den Nachbarn versprach.
1871 wurde Dom Domingos zum dritten Mal Herrscher von Vemasse. Als der Krieg von Laleia (1878–1880) gegen den Liurai Manuel dos Remédios ausbrach, forderte Gouverneur Hugo Goodair de Lacerda Castelo Branco Dom Domingos auf, er solle für Dom João Ximenes, Liurai von Cairui und Pedro de Gusmão da Costa, Adliger aus Laleia, nach Dili Geleitschutz stellen. Die beiden hatten sich gegen Remédios gestellt. Doch als die Gruppe einen Fluss überquerte, griff sie eine große Anzahl von Kriegern an. Dom Domingos und seine Krieger verschwanden sofort und der kleinen portugiesischen Truppe drohte durch die Übermacht nun die Vernichtung. Nachdem die Angreifer aber Pedro de Gusmão da Costa und João Ximenes getötet hatten, zogen sie sich sofort wieder zurück.
Noch im selben Jahr wurde Manuel da Costa Freitas neuer Herrscher von Vemasse, der die Portugiesen gegen Laleia militärisch unterstützte. Es kam auch in Vemasse zu Gefechten. 1879 wurde der Galoli sprechende Topasse Dom Domingos da Costa Freitas (auch Gali Kai genannt), Dato-hei von Letemumo, von den Portugiesen zum Liurai-hei von Vemasse gemacht. Zuvor dominierten das Reich die Makasae, die nun endgültig unter die Kontrolle der portugiesischen Kolonialmacht kamen.  Der Krieg von Laleia endete 1880. 1882 kam erneut es zu Kämpfen zwischen Vemasse und Laleia, wofür der Kommandant der Militärkommandantur verantwortlich gemacht wurde. 1888 unterstützte Vemasse die Portugiesen beim Feldzug gegen Faturó und Sarau.
Dom Francisco da Costa Freitas, Sohn von Domingos da Costa Freitas, wurde 1896 Herrscher von Vemasse. 1899 wurde Francisco von den Portugiesen zum Liurai von Baucau ernannt. Sein Schwiegersohn Tomás da Costa Soares übernahm stattdessen die Herrschaft in Vemasse und als Francisco 1922 starb, herrschte Tomás bis zu seinem Tod 1929 über Vemasse und Baucau.
Auch Buibau und Venilale waren traditionelle Reiche Timors, die von einem Liurai regiert wurden. Sie erscheinen auf einer Liste von Afonso de Castro, einem ehemaligen Gouverneur von Portugiesisch-Timor, der im Jahre 1868 47 Reiche aufführte. Im April 1896 schloss der Liurai von Buibau mit Portugal einen schriftlichen Vertrag über seinen Vasallenstatus.
Herrscher von Baucau

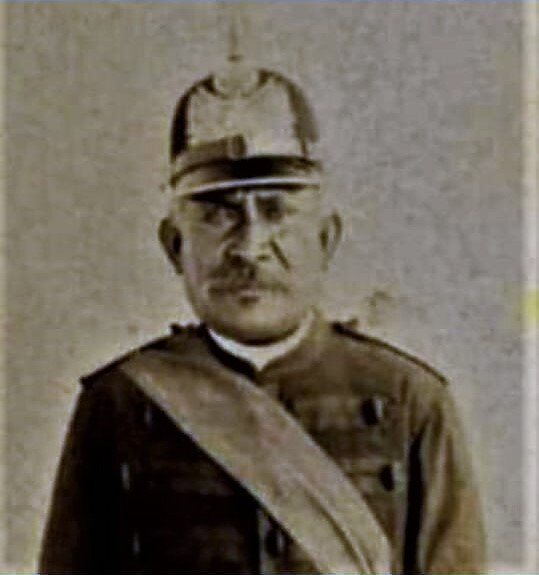
Manuel Caetano Delgado Ximenes, Liurai von Baucau (1890)

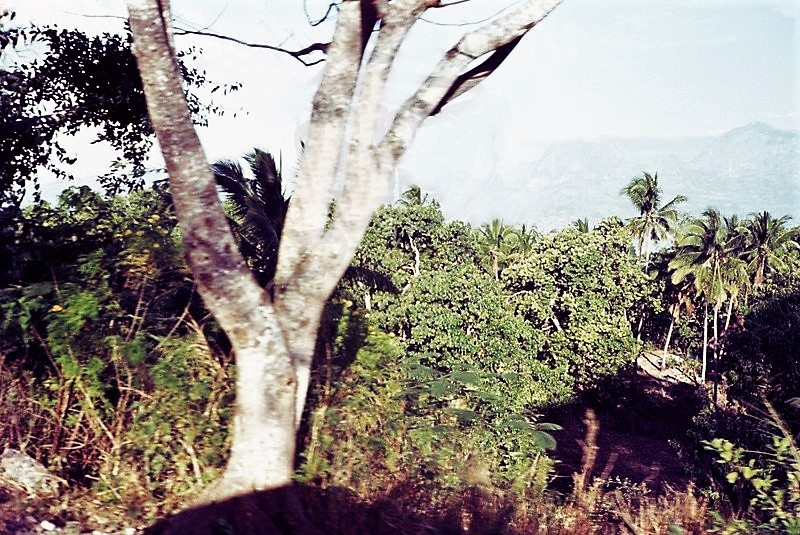
Landschaftsbild von Baucau (1966)

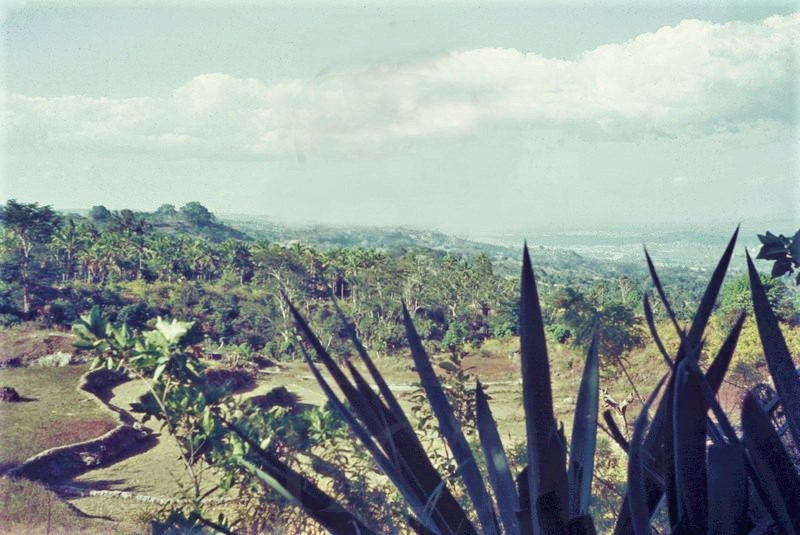
Landschaftsbild von Baucau (1966)

- Dom Manuel Caetano Delgado Ximenes (1884 – nach 1893)
- Dom Francisco da Costa Freitas (1899–1922) (Sohn von Dom Domingos da Costa Freitas von Vemasse)
- Tomás da Costa Soares (1922–1929) (Schwager)
- Nai Cipriano da Silva Correia (1981–1999) (Sohn von Caspar da Costa Correia von Seiçal)

Enge Beziehungen herrschten mit der von den Niederlanden dominierten Insel Kisar. Regelmäßig besuchte man sich, Handel mit Gold und Wasserbüffeln wurde getrieben und der Raja von Vonreli auf Kisar zahlte einen Tribut an den Liurai von Vemasse. Erst Ende des 19. Jahrhunderts unterband der portugiesische Gouverneur Timors José Celestino da Silva (1894–1908) jeden Kontakt, da sich der Raja weigerte, vom Protestantismus zum katholischen Glauben überzutreten. Doch bereits 15 Jahre später wurden die Kontakte erneuert, als der Raja von Kisar mit einer Flotte von 20 kleinen Schiffen am Strand von Baucau anlegte.
1903 und 1912 scheiterten Aufstände Quelicais gegen die portugiesischen Kolonialherren. 1912 brach in Baucau ein Aufstand gegen die portugiesischen Kolonialherren aus, der aber schnell niedergeschlagen wurde. Dabei sollen 2000 Menschen ums Leben gekommen sein. Unter dem Marineoffizier Jaime do Inso konnte  eine Belagerung des Ortes Baucau zwischen dem 29. Juni und 25. Juli von den Portugiesen abgewehrt werden.
Im Januar 1934 wurde mit den Circunscrições (deutsch Verwaltungsbezirk) ein ziviles Verwaltungssystem für die Kolonie eingeführt. Zu Baucau wurde die Kommandantur Viqueque zugeschlagen, so dass es nun bis zur Timorsee reichte. 1936 wurde der Verwaltungsbezirk in São Domingos umbenannt.
Als die Japaner 1942 Portugiesisch-Timor in der Schlacht um Timor besetzten, floh Administrator Leutnant Manuel Jesus Pires nach Australien. Er kehrte später mit Kampfkommandos der Alliierten nach Timor zurück, um gegen die Japaner zu kämpfen. Im Verwaltungsamt Venilale erinnern an der Straße nach Baucau Tunnel der Japaner, die so genannten Sieben Höhlen (Kuak Hitu, Gua Tuju), an die Besetzungszeit.
Mit der Wiederherstellung der kolonialen Verwaltungsstrukturen nach dem Zweiten Weltkrieg wurden Baucau und Viqueque wieder voneinander getrennt.

### Indonesische Besetzung und osttimoresische Unabhängigkeit

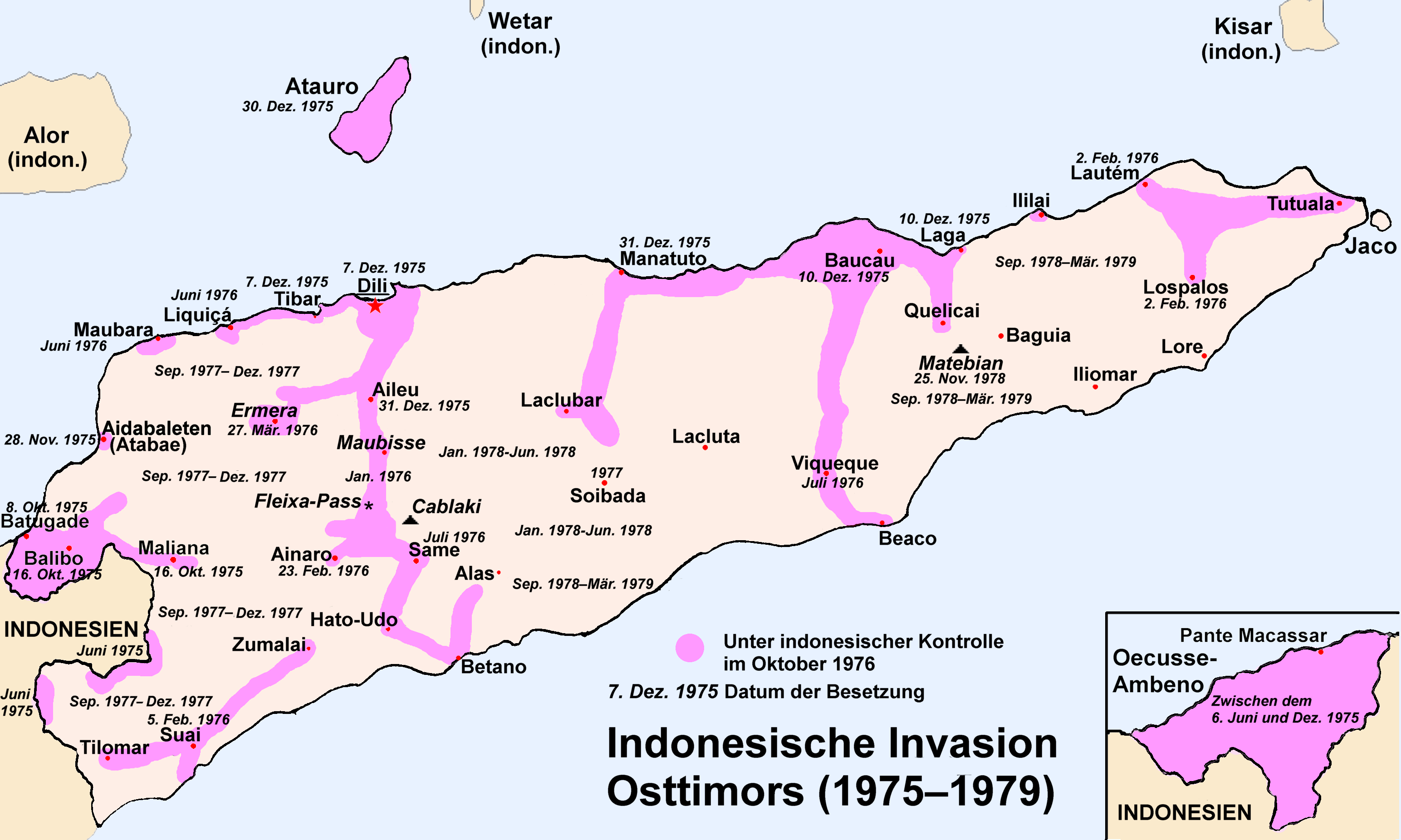
Verlauf der indonesischen Invasion (1975–1979)

Nach der Unabhängigkeitserklärung Osttimors 1975 begann Indonesien das Land zu besetzen. Am 9. Dezember 1975 besetzten die Indonesier Baucau und drangen von dort aus weiter nach Süden und in Richtung Laga und Quelicai vor. Bis Oktober 1976 wurden die Küste Baucaus, die Orte Baucau und Quelicai und die Straße von Baucau nach Viqueque besetzt. Bases de apoio entstanden in Baguia und am Matebian, in denen die geflohene Zivilbevölkerung von der Widerstandsbewegung FALINTIL angesiedelt wurde. Ab September 1978 begann die indonesische Armee mit der Zerstörung der Basen und der Besetzung der letzten Widerstandsgebiete in Viqueque und Baucau. Mit der Basis am Matebian fiel die letzte am 22. November. Die Menschen wurden auseinandergetrieben oder gefangen genommen. Bis März 1979 waren die damaligen Distrikte vollständig unter indonesischer Kontrolle.
In den 1980er Jahren wurde Quelicai von der indonesischen Armee im Kampf gegen die FALINTIL bombardiert und mehrfach durchkämmt, was zu Toten unter den Einwohnern führte. Am 29. Mai 1997 fanden Wahlen statt, bei denen Vertreter Osttimors für das indonesische Parlament gewählt werden sollten. Im Umfeld kam es landesweit zu mehreren Attacken auf die indonesische Besatzungsmacht und ihre Unterstützer. In Baucau wurden am 28. Mai der ehemalige Chef des Distriktsparlaments, Miguel Baptismo da Silva (1987–1992), und seine Frau ermordet. In Seiçal fand die Abstimmung mit einem Tag Verspätung am 30. Mai statt, weil das Wahllokal von Unbekannten angegriffen worden war. Dabei wurde Abinau Salay, ein Wahlhelfer und Mitglied einer Wanra, mit einer Machete verletzt. In Folge wurden zehn Personen verhaftet. Am 31. Mai geriet ein indonesischer Sicherheitskonvoi in Quelicai in einen Hinterhalt. 18 indonesische Polizisten und Soldaten wurden getötet. In der Militäraktion, die darauf folgte, wurden 114 Einwohner verhaftet.
Im November 2005 starben zwei timoresische Polizisten durch eine Bombe, die in Vemasse auf ihr Fahrzeug geworfen wurde.
Nach den Parlamentswahlen 2007 kam es unter anderem in Baucau, Quelicai und Venilale während des Wahlkampfs und nach der Bekanntgabe des Ergebnisses zu gewaltsamen Ausschreitungen. Über 1500 Menschen flohen alleine im damaligen Distrikt Baucau aus ihren Häusern. Besonders großes Aufsehen erregten ein Überfall auf ein Waisenhaus in Baguia und die Vergewaltigung von mehreren Mädchen dort.
2014 wurden die Distrikte in Osttimor in „Gemeinden“ und die Subdistrikte in „Verwaltungsämter“ umgewandelt.

## Politik

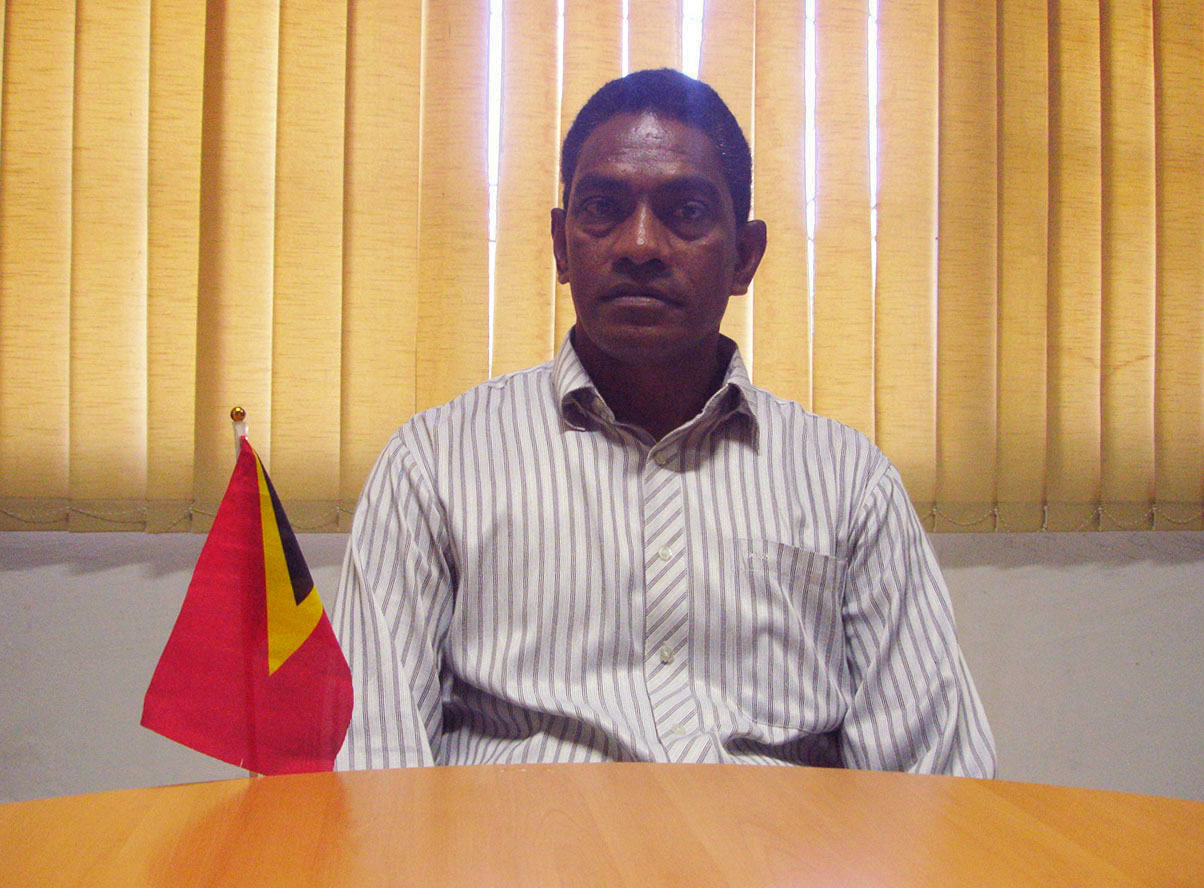
António Augusto Guterres, Administrator/Präsident von Baucau (2014)

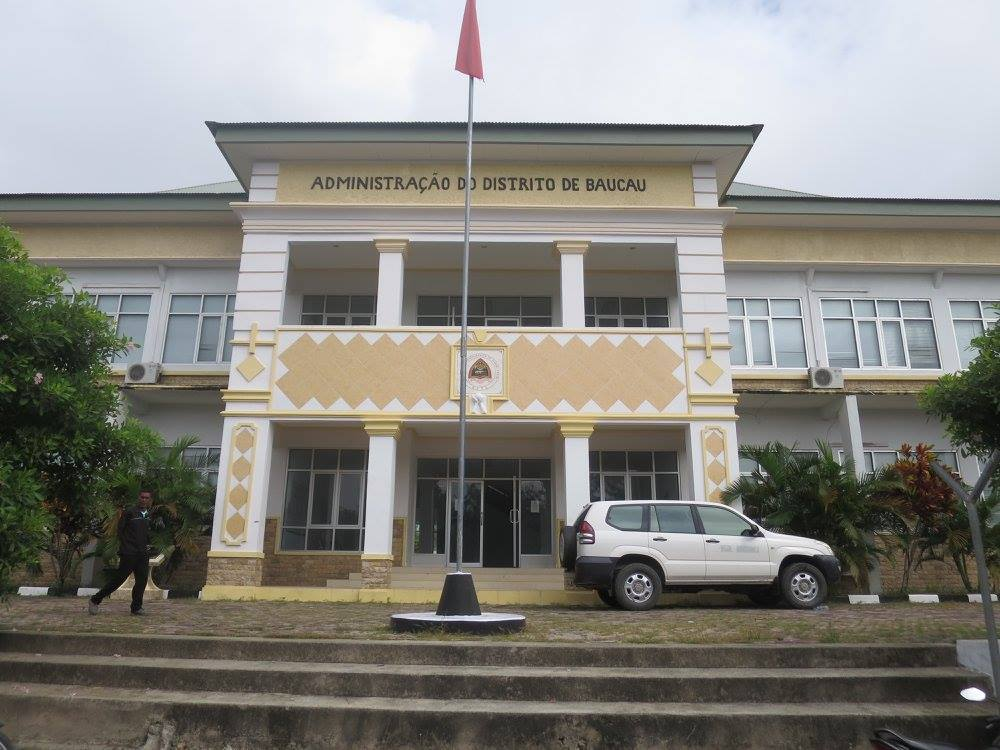
Verwaltungssitz der Gemeinde Baucau

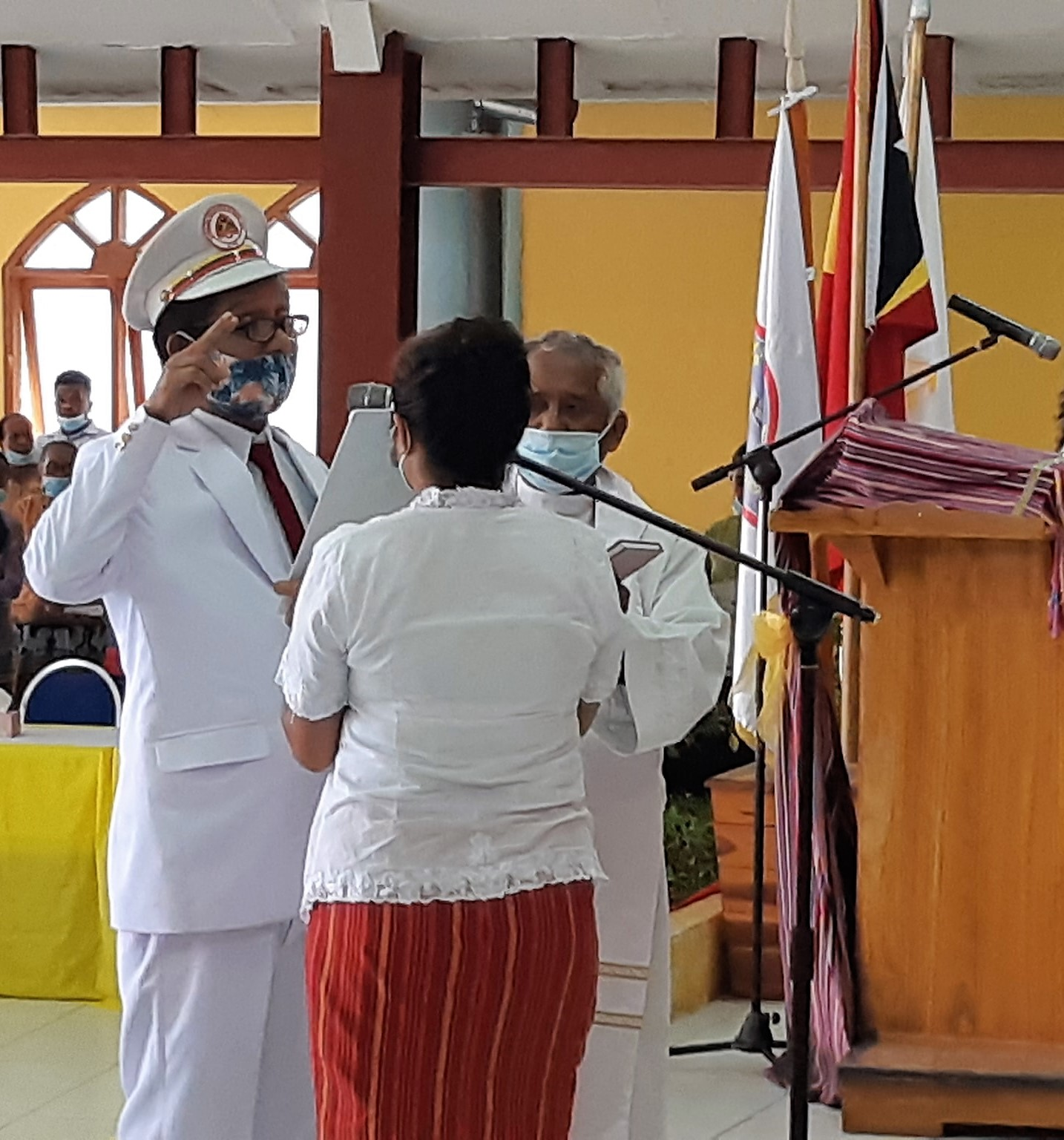
Vereidigung von Olívio Freitas (2021)

In der portugiesischen Kolonialzeit hatte zuletzt der spätere KOTA-Politiker Clementino dos Reis Amaral das Amt des Administrators von Baucau inne. Weitere koloniale Administratoren waren Armando Eduardo Pinto Correia (1928–1934) und Manuel Jesus Pires (bis 1942).
Nach der Annexion Osttimors durch Indonesien blieb Clementino dos Reis Amaral Stellvertreter von Regierungspräsident (Bupati) Abel da Costa Belo (APODETI), der von Mai 1976 bis 1982 im Amt blieb. Ihm folgten bis 1987 Oberst I. Gusti Ngurah O. und bis 1992 Herman Sediono vom indonesischen Militär. Letzter Bupati war von 1992 bis 1999 Virgílio Maria Dias Marçal (UDT). Insgeheim versteckte Marçal Anführer des osttimoresischen Widerstands.
Der Administrator wird heute von der Landesregierung in Dili ernannt. Von 2000 bis zum 15. Mai 2002 war dies Mário Nicolau dos Reis. Vom 16. Mai bis 25. November 2004 folgte Micaela Ximenes. Der Nachfolger Luís Aparicio Guterres von der FRETILIN wurde am 8. Juni 2008 abgesetzt. António Augusto Guterres übernahm bis zum November amtsführend, bis der neue Administrator Domingos Soares sein Amt antrat. Dieser wurde aber im Dezember 2009 wegen Fehlverhaltens vom Amt enthoben und erhielt später auch eine Haftstrafe. António Augusto Guterres war zwischenzeitlich stellvertretender Administrator gewesen und übernahm im November 2009 wieder den Posten des Administrators. Seit 2016 trug Guterres den Titel Präsident der Gemeindeverwaltung von Baucau (Presidente Autoridade Município Baucau). Am 12. Januar 2021 wurde Olívio Freitas zum neuen Präsidenten vereidigt. 2024 übernahm Veneranda Lemos Martins. Da sie aus gesundheitlichen Gründen ihr Amt nicht ausüben konnte, übernahm der Gemeindesekretär Eduardo Filipe Ximenes ab dem 15. Mai 2024 geschäftsführend die Aufgaben.
Stärkste Partei in der Gemeinde ist die FRETILIN. Ihr Zentrum hat in Baucau außerdem die UNDERTIM, die immer wieder in Konflikt mit der FRETILIN geriet. Bei den Wahlen zur verfassunggebenden Versammlung, aus der später das Nationalparlament hervorging, gewann die FRETILIN in Baucau 81,98 % der Stimmen. Auch das damalige Direktmandat ging an den Kandidaten der FRETILIN. Bei den Parlamentswahlen 2007 erhielt die FRETILIN mit 60,66 % erneut die meisten Stimmen. Bei den Parlamentswahlen 2012 erhielt sie noch immer die absolute Mehrheit mit 51,38 %. Zweite wurde die Regierungspartei Congresso Nacional da Reconstrução Timorense (CNRT) mit 23,05 %, dritte die Partei UNDERTIM mit 5,46 %, die aber an der landesweiten Dreiprozenthürde scheiterte. 2017 wurde die FRETILIN mit 42,2 % wieder stärkste Kraft. Zweiter wurde die neue Partidu Libertasaun Popular (PLP) von Taur Matan Ruak, der aus der Gemeinde Baucau stammt. Der CNRT erhielt nur noch 9,9 %. Die KHUNTO bekam in Baucau 6,3 % der Wählerstimmen. Bei den vorgezogenen Neuwahlen 2018 erhielt die Aliança para Mudança e Progresso (AMP), der der CNRT, PLP und KHUNTO nun angehörten, 39,4 % der Stimmen. Die FRETILIN verteidigte ihre Hochburg mit 51,9 %.
Bei der ersten Runde der Präsidentschaftswahlen 2007 konnte Francisco Guterres von der FRETILIN in Baucau 62,99 % der Stimmen auf sich vereinen, während der unabhängige Kandidat und spätere Wahlsieger José Ramos-Horta 26,99 % erhielt. Bei der Stichwahl erhielt Guterres in Baucau 66,52 %. 2012 erhielt Guterres in Baucau 48,74 %, der aus Baguia stammende unabhängige Kandidat Taur Matan Ruak 42,21 %. In der zweiten Runde bekam Guterres 52,07 %, Wahlsieger wurde aber Taur Matan Ruak. Bei den Präsidentschaftswahlen 2017 holte in Baucau der landesweite Sieger Francisco Guterres von der FRETILIN die meisten Stimmen. Ebenso 2022, wo er aber landesweit gegen José Ramos-Horta unterlag.

## Symbole

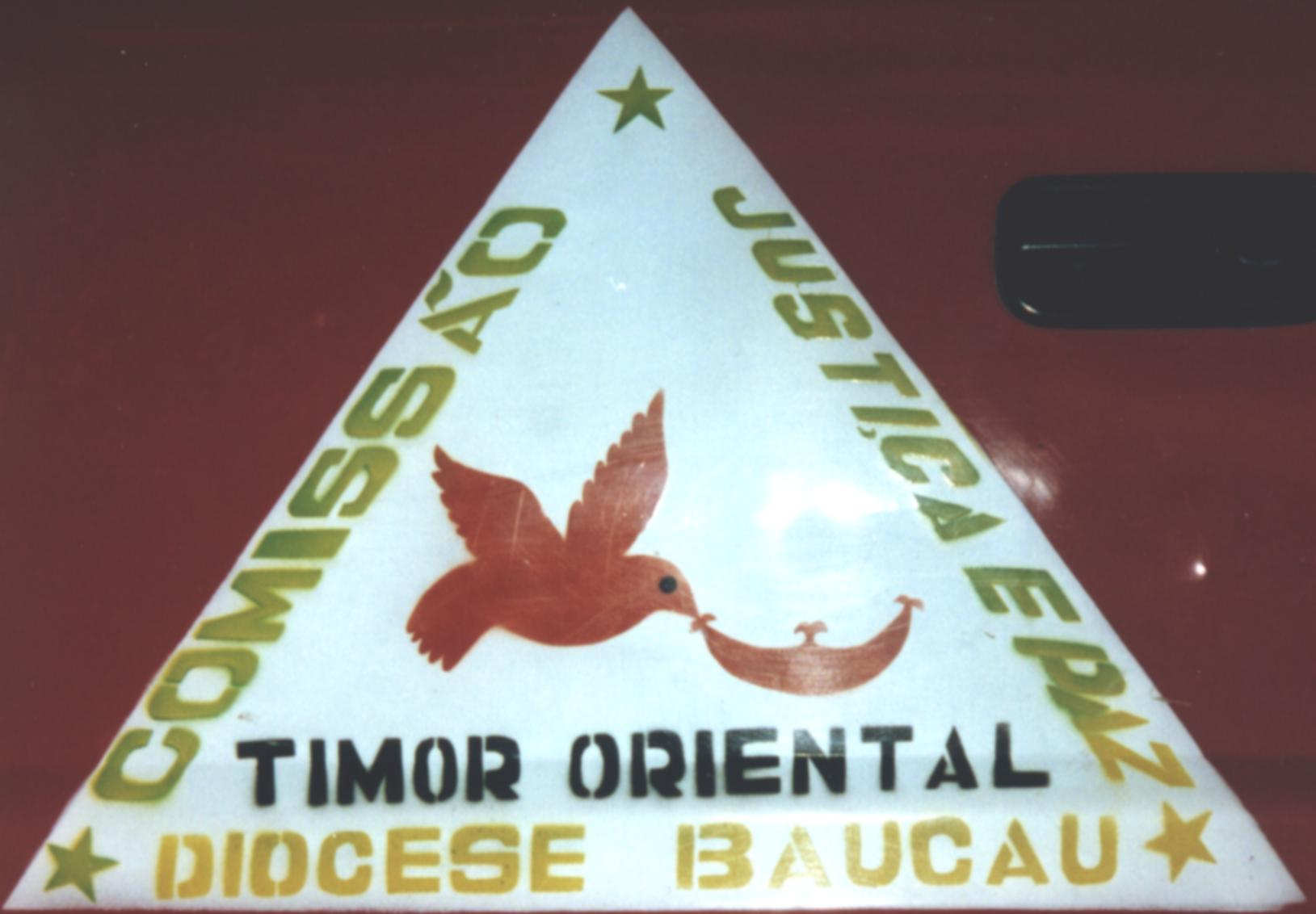
Kommission für Recht & Frieden der Diözese Baucau (2002)

Die Gemeinden Osttimors haben keine gesetzlichen Symbole. Allerdings erklärt das Profil von Baucau von 2012 der Direksaun Nacional Administrasaun Local, dass während der indonesischen Besatzungszeit die Jackfrucht (Kulu Gisa) das Symbol Baucaus gewesen sei. Im unabhängigen Osttimor wurde das Heilige Haus (Uma Lulik) in Baucau zum Sinnbild der heutigen Gemeinde. Die Kommission für Recht & Frieden der Diözese Baucau verwendet eine rote Taube auf weißem Grund, die eine Kaibauk im Schnabel trägt.

## Wirtschaft

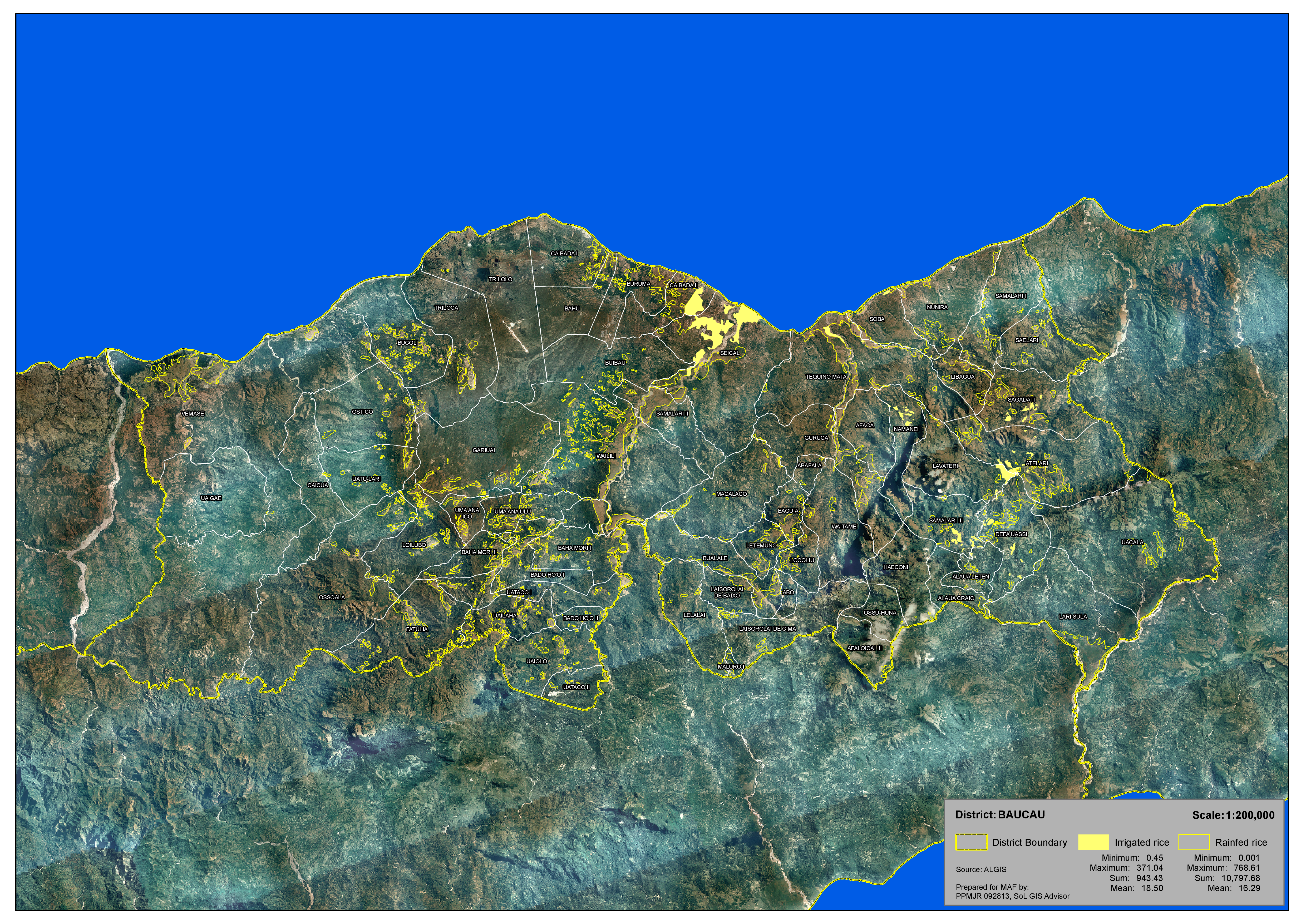
Reisabaugebiete in Baucau

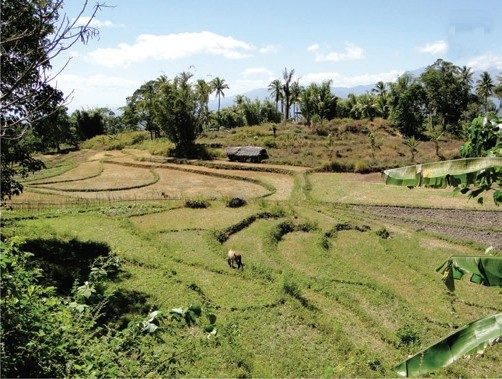
Reisfelder in Baucau

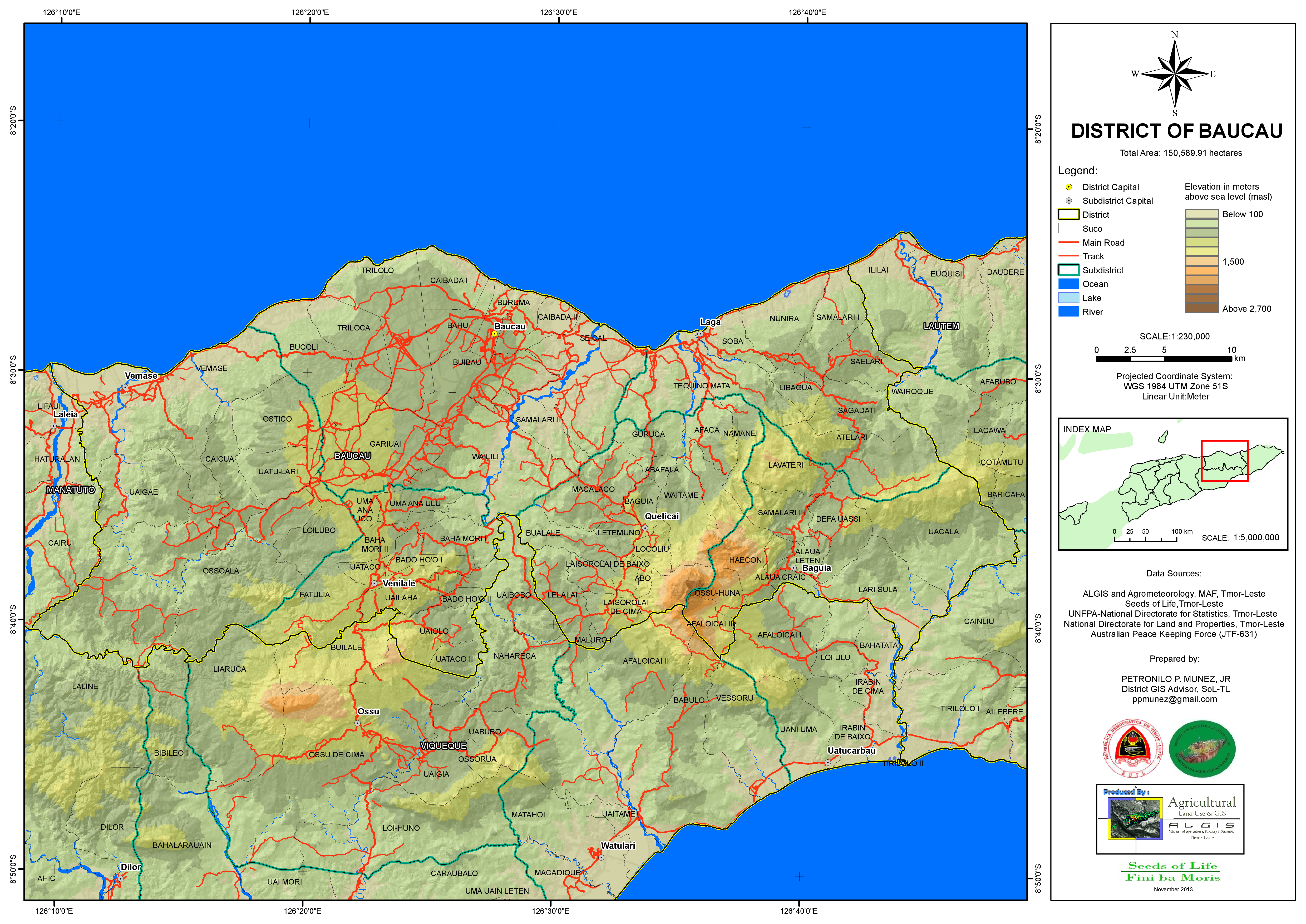
Straßennetz und Topographie Baucaus

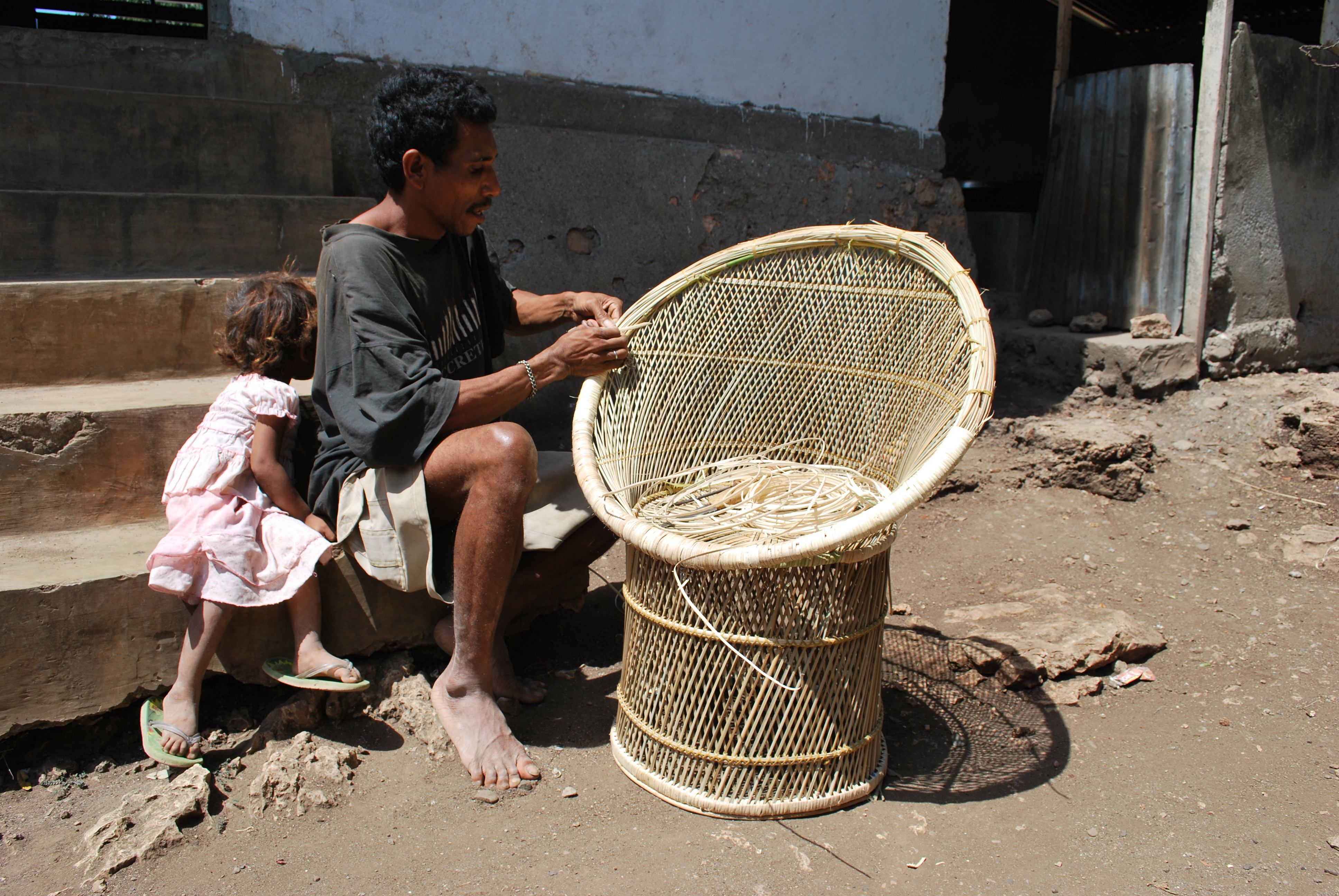
Möbelmacher in Baucau

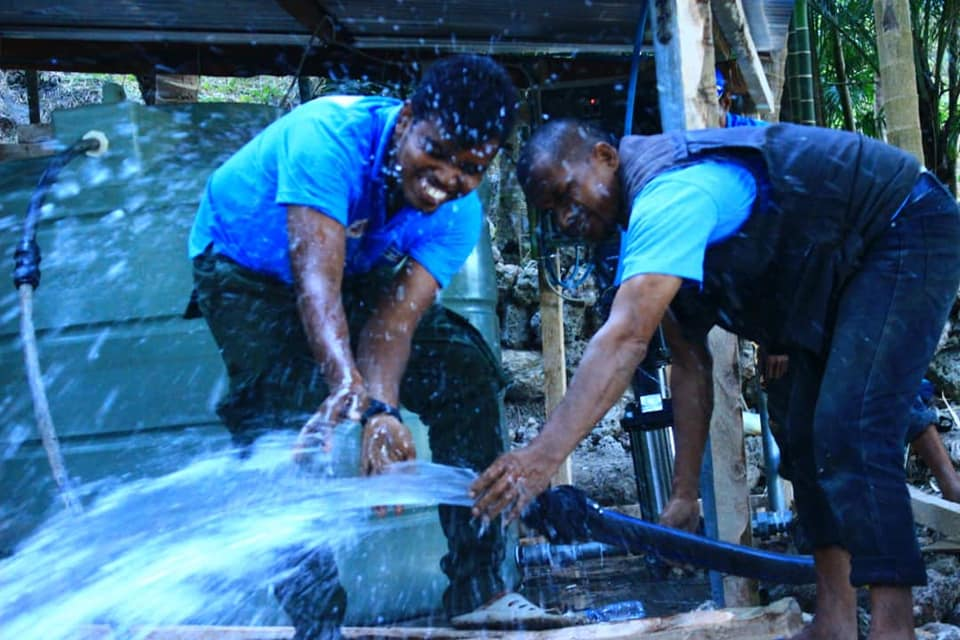
Trinkwasser in Saelari

Baucau ist für die Nahrungsmittelproduktion Osttimors bedeutend, da die Gemeinde landwirtschaftlich besonders gut entwickelt ist. 66,2 % der Haushalte betreiben Ackerbau, 86,3 % Viehzucht (Stand: 2010). Laut der Volkszählung von 2010 arbeiten 41 % aller Einwohner, die zehn Jahre oder älter sind (Landesdurchschnitt: 42 %). 4 % sind arbeitslos (5 %). 58 % der Haushalte in der Gemeinde baut Mais an (Produktion 2008: 4.346 t), 51 % Kokosnüsse, 51 % Maniok (2.360 t), 44 % Reis (10.142 t), 40 % Gemüse und 16 % Kaffee. Daneben liefert Baucau Bohnen, Erdnüsse, Lichtnüsse, Süßkartoffeln und Kopra (insgesamt 2.017 t). Ein Problem sind regelmäßige Überflutungen in der Regenzeit, die die Felder zerstören. In Baucau, Quelicai und Laga kam es deswegen 2007 zu einer Nahrungsmittelknappheit.
Der Westen Baucaus ist mit seinem Plateau im Gegensatz dazu eine der trockensten Regionen Timors. Zwar gibt es entlang der Nordküste nach Westen hin noch geringere Mengen an Niederschlägen, doch fehlen hier ganzjährig wasserführende Flüsse aus dem Süden, wie den Seiçal in Ostbaucau. Dies führt vor allem in der langen Trockenzeit zu Problemen bei der Nahrungsmittelversorgung. Zwischen aus dem Boden ragenden Kalksteinfelsen ist nur Platz für kleine Parzellen, auf denen Mais, Erdnüsse, Tabak, Sago, Yams, Süßkartoffeln, Tomaten, Pfeffer und Wassermelone wachsen. Das sogenannte Siam weed (Chromolaena odorata) reduziert als aggressives Unkraut die Anbauflächen noch weiter. Zusätzliche Probleme verursacht die Bodenerosion.
An der Küste wird Fischerei in kleinem Maßstab betrieben. Daneben werden Büffel (14.566 von 14 % der Haushalte), die auch beim Reisanbau als Arbeitstiere verwendet werden, Hühner (84.482, 77 %), Schweine (35.490, 77 %), Schafe (25.831, 18 %; 62 % aller Schafe in Osttimor) und Ziegen (25.831, 30 %) gehalten. Rinder (6.165, 7 %) spielen hier eine relativ geringe Rolle. Im Hochland werden Pferde (12.040, 25 %) als Nutztiere gezüchtet. Mangelnde Transportwege und fehlende Energieversorgung hemmen die Entwicklung kleiner Betriebe, die in den letzten Jahren entstanden.
In Triloca (Verwaltungsamt Baucau) wurde ein Testgelände errichtet, in dem neue Pflanzensorten getestet und landwirtschaftliche Methoden den Einheimischen beigebracht werden. Zudem gibt es dort eine Seidenraupenzucht und eine Baumschule für Obstbäume.
In den Verwaltungsämtern Vemasse und am Matebian finden sich Manganvorkommen. In kleinen Mengen gibt es Gold, Silber und Kupfer in Vemasse und Phosphat in Quelicai. Von Laga bis nach Lautém gibt es Erde, die zur Farbgewinnung verwendet werden kann. Nahe dem Ort Laga gibt es einen Salzsee mit einer Fläche von 150.000 m².
In der Nähe der Stadt Baucau liegt der Flughafen Baucau (IATA code: BCH), der einzige Flughafen Osttimors, auf dem größere Maschinen als die Boeing 737 landen können. Er wird in erster Linie für militärische und Versorgungsflüge genutzt. Reguläre, zivile Flugverbindungen nach Baucau sind zurzeit nicht im internationalen Buchungssystem der Fluggesellschaften vermerkt.
Seit November 2008 versorgt das erste Wasserkraftwerk Osttimors in Gariuai über eine Überlandleitung die Stadt Baucau mit Elektrizität. Es wurde mit norwegischer Hilfe vier Kilometer vom Ort entfernt errichtet. Die jährliche Leistung beträgt 1,5 GWh.
In der Gemeinde gibt es zwei kommunale Radiosender. Aus dem Ort Baucau sendet Lian Matebean (FM 99,9 MHz) und aus Bucoli Radio Popular Colelemai Bucoli (FM 102,5 MHz). Der FRETILIN-Sender Radio Maubere ist auf FM 96,0 MHz zu empfangen.

## Persönlichkeiten

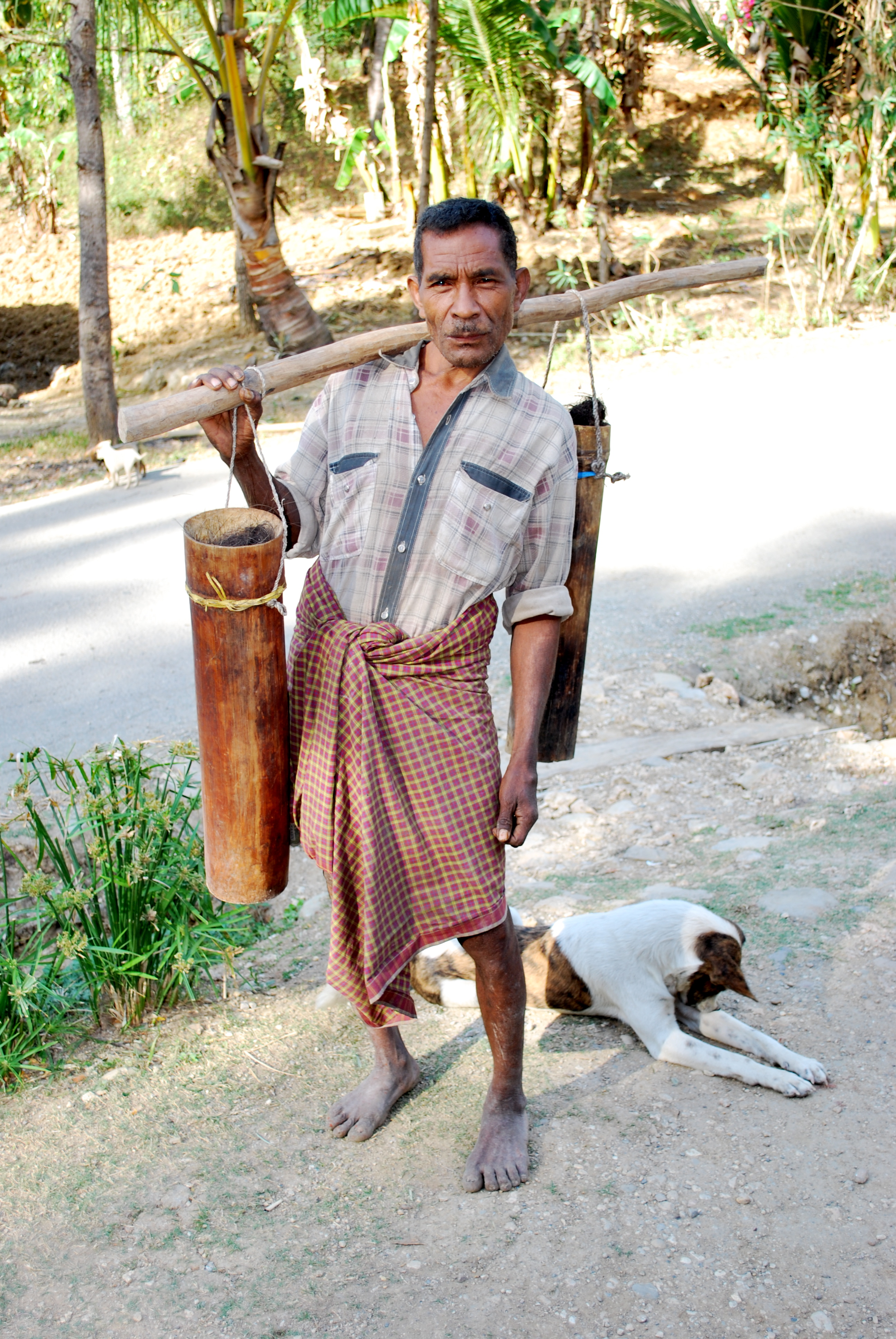
Wasser holen in Venilale

- Cornélio L7 da Conceição Gama (* 1945), Politiker und Freiheitskämpfer
- Jaime Camacho Amaral (1950–1975), Freiheitskämpfer aus Baha Mori
- Abel Ximenes (* 1950), Freiheitskämpfer und Politiker
- André da Costa Belo L4 (1957–2018), Freiheitskämpfer und Politiker
- Odete Maria Freitas Belo (* 1966), Medizinerin und Politikerin
- Helder Freitas (* 1973), Politiker
- Pascásio de Rosa Alves (* 1983), Jurist

## Sonstiges
In Buruma befindet sich eines der größten Gefängnisse des Landes.